# Marie-Élisabeth en Bavière
Marie Élisabeth Amélie Françoise en Bavière (5 mai 1784 – 1er juin 1849) est une duchesse en Bavière en tant que membre de la lignée Birkenfeld-Gelnhausen de la Maison de Wittelsbach qui, par son mariage avec Louis-Alexandre Berthier est devenue princesse de Wagram et de Neuchâtel.

## Biographie
Marie-Élisabeth est née à Landshut, dans l'Électorat de Bavière, la seule fille et le deuxième enfant du duc Guillaume en Bavière et de son épouse Marie-Anne de Deux-Ponts-Birkenfeld, sœur du futur roi Maximilien Ier Joseph de Bavière. Elle mourut à Paris, âgée de 65 ans.

## Mariage et descendance
Marie-Élisabeth épouse Louis-Alexandre Berthier (20 février 1753 – 1er juin 1815), 1er prince de Wagram, 1er prince souverain de Neuchâtel et Maréchal de France, le 9 mars 1808. Ils ont un fils et deux filles :
- Napoléon-Alexandre, 2e duc (11 septembre 1810 – 10 février 1887) marié le 29 juin 1831 à Zénaïde Françoise Clary (25 novembre 1812 – 27 avril 1884, a une descendance, éteinte en ligne masculine en 1918.
- Caroline-Joséphine (22 août 1812, 1905) mariée le 9 octobre 1832 à Alphonse Napoléon, baron d'Hautpoul (29 mai 1806 – 25 avril 1889).
- Marie-Anne (19 février 1816 – 23 juillet 1878) mariée le 24 juin 1834, à Jules Lebrun, 3e duc de Plaisance (19 avril 1811 – 15 janvier 1872).